# Švihov
Švihov är en stad i Tjeckien.   Den ligger i regionen Plzeň, i den västra delen av landet, 110 km sydväst om huvudstaden Prag. Švihov ligger 375 meter över havet och antalet invånare är 1 582.
Terrängen runt Švihov är platt åt nordost, men åt sydväst är den kuperad. Švihov ligger nere i en dal.Runt Švihov är det ganska tätbefolkat, med 54 invånare per kvadratkilometer. Närmaste större samhälle är Klatovy, 9,6 km söder om Švihov. I omgivningarna runt Švihov växer i huvudsak blandskog.

## Galleri

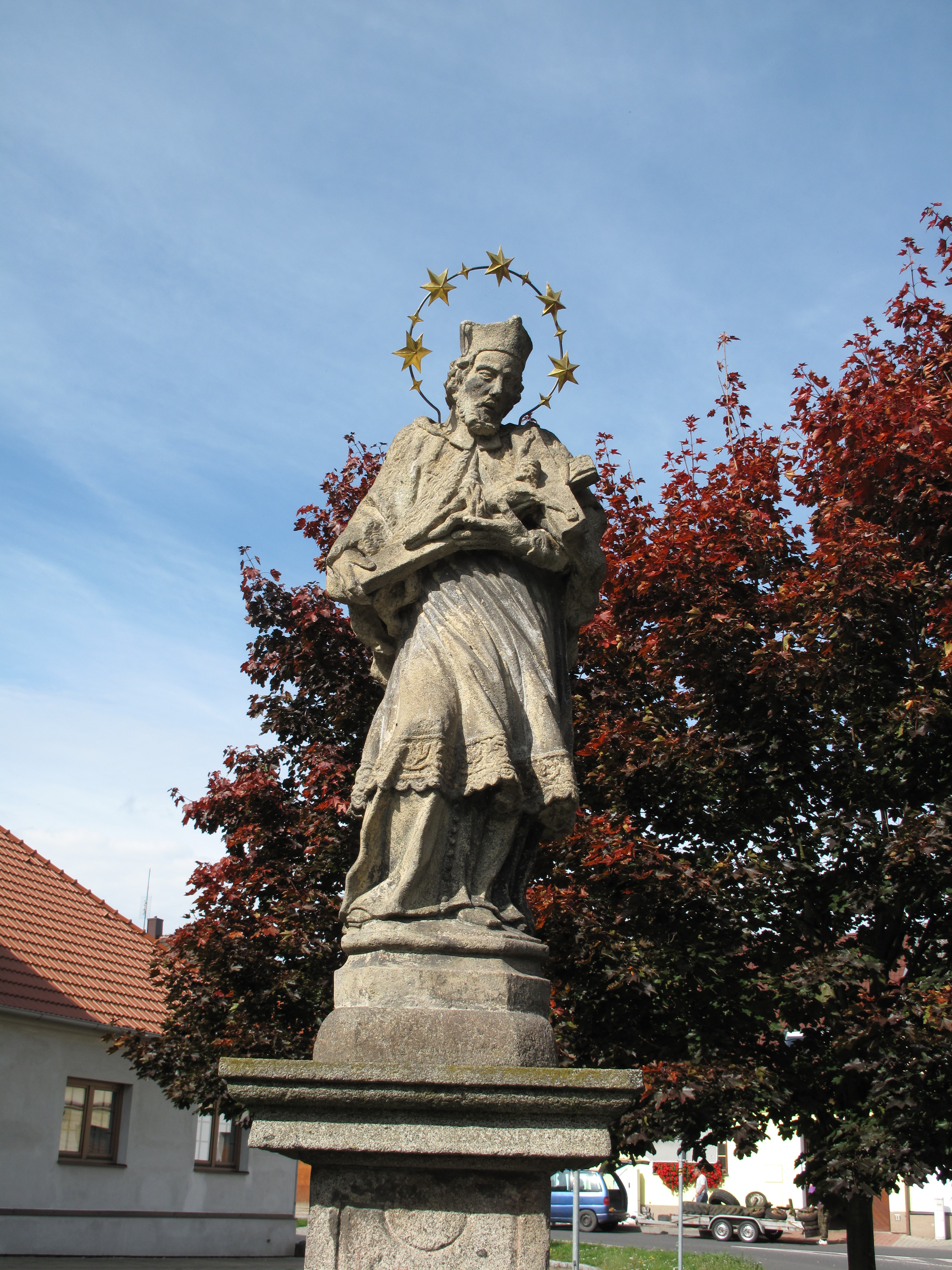
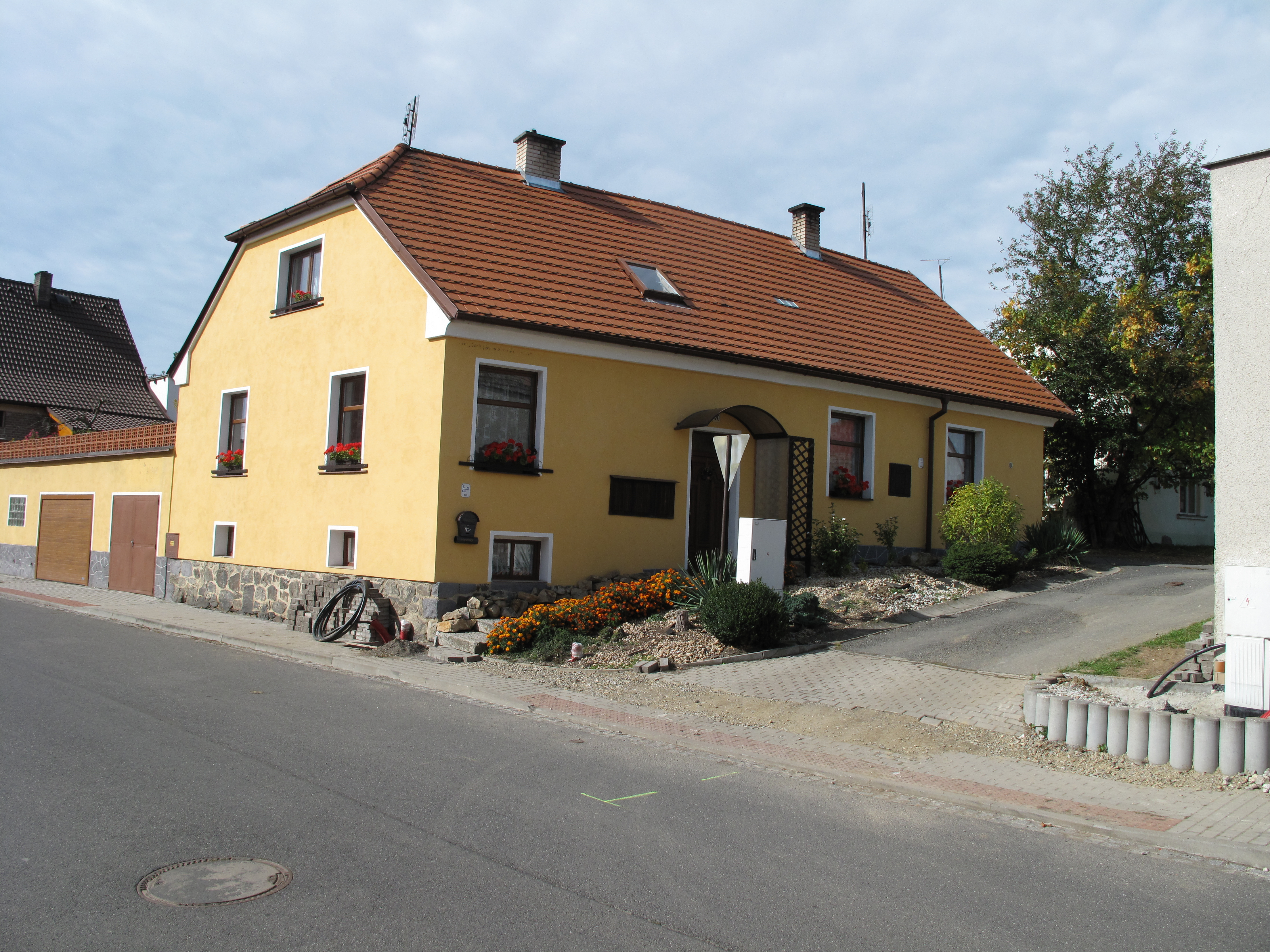
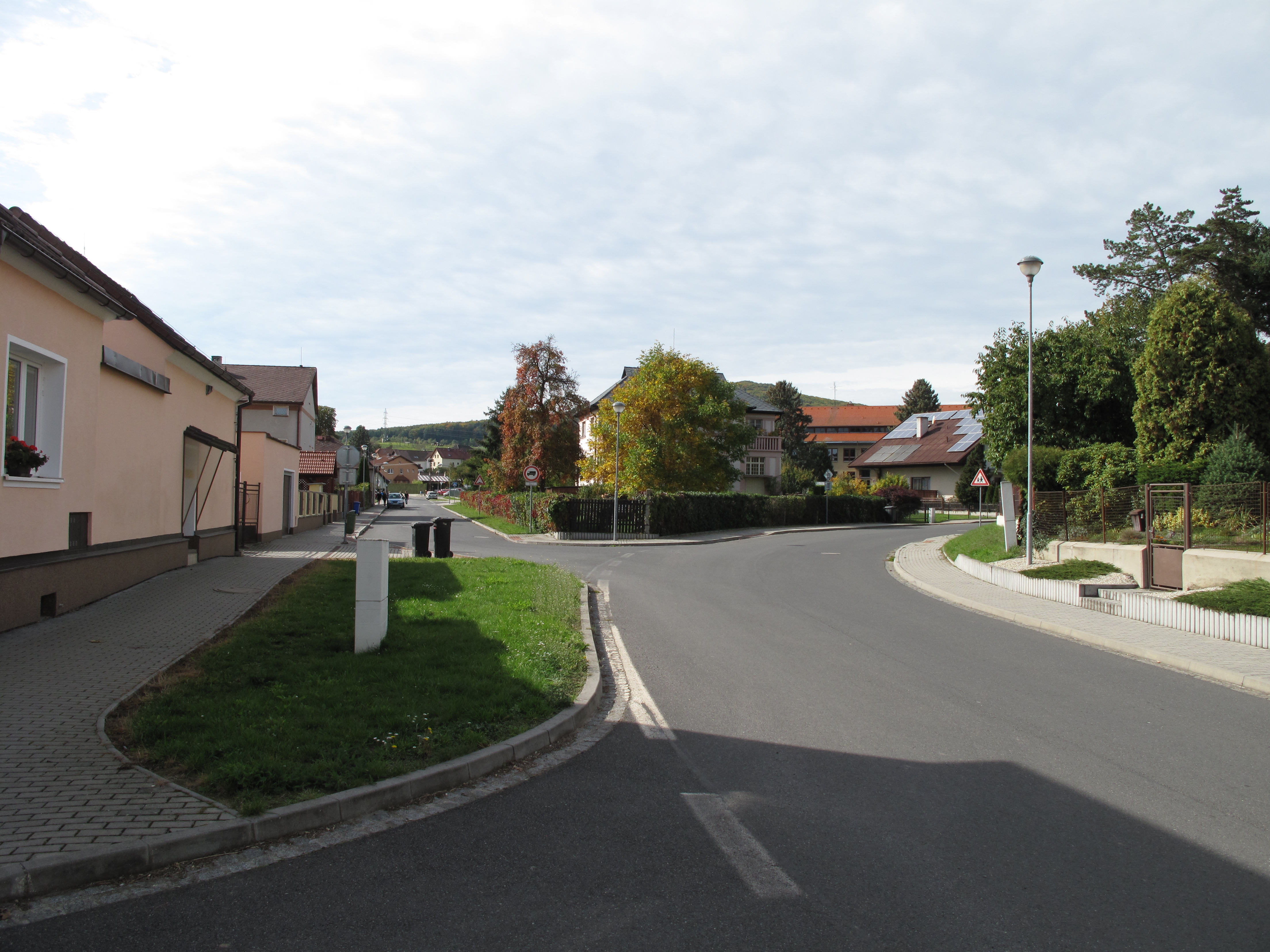